# آباکو جنوبی

آباکو جنوبی (به لاتین: South Abaco) یک شهرستان در باهاما است که در جزایر آباکو واقع شده‌است.
این شهرستان طبق سرشماری سال ۲۰۱۰ بالغ بر ۷٬۶۴۶ نفر جمعیت داشت.